# کریستیا فریلند
کریستیا فریلند (انگلیسی: Chrystia Freeland؛ زادهٔ ۸ فوریهٔ ۱۹۶۸) نویسنده، روزنامه‌نگار و سیاستمدار اهل کانادا است. او از سال ۲۰۱۹ تا سال ۲۰۲۴ معاون نخست‌وزیر کانادا بود. او در ژانویه ۲۰۱۷ به عنوان وزیر امور خارجه کانادا جانشین استفان دیون شد که تا سال ۲۰۱۹ این مقام را به عهده داشت. وی در حد فاصل سال‌های ۲۰۱۵ تا ۲۰۱۷ به عنوان وزیر تجارت بین‌الملل کانادا مشغول به کار بود.
وی قبل از پیوستن به حزب لیبرال کانادا، به عنوان روزنامه‌نگار و سردبیر با فایننشیال تایمز، گلوب اند میل و تامسون رویترز همکاری داشت. فریلند به عنوان روزنامه‌نگار در اوکراین کار می‌کرد. او همچنین نویسنده دو کتاب با نام‌ها فروش قرن: سواری وحشی روسیه از کمونیسم تا سرمایه‌داری (۲۰۰۰) و پلوتوکرات‌ها: ظهور ابرثروتمندان جدید جهانی و سقوط همه (۲۰۱۲)است.

کریستیا فریلند در پی یک انتخابات میان‌دوره‌ای در سال ۲۰۱۳ به عنوان نماینده حوزه تورنتو سنتر وارد پارلمان کانادا شد. پس از انتخابات فدرال در سال ۲۰۱۵، جاستین ترودو اولین دولت خود را تشکیل داد و فریلند را به عنوان وزیر تجارت بین‌الملل منصوب کرد. در دوران تصدی او، کانادا توافق‌نامه‌های تجارت آزاد کانادا–ایالات متحده–مکزیک و توافقنامه جامع تجاری و اقتصادی با اتحادیه اروپا را مذاکره و امضا کرد. این موفقیت‌ها باعث شد که او در سال ۲۰۱۷ به عنوان وزیر امور خارجه ارتقا یابد.
در پی انتخابات ۲۰۱۹، فریلند به عنوان معاون نخست‌وزیر و وزیر امور بین‌دولتی منصوب شد. در سال ۲۰۲۰، او به عنوان وزیر دارایی کانادا انتخاب شد و اولین زنی شد که این سمت را بر عهده گرفت. او اولین بودجه فدرال خود را در سال ۲۰۲۱ در بحبوحه دنیاگیری کووید-۱۹ ارائه کرد که شامل برنامه‌ای ملی برای مراقبت از کودکان بود.
در سال ۲۰۲۲، فریلند بخشی از پاسخ دولت به کاروان اعتراضی کانادا بود که منجر به اجرای قانون شرایط اضطراری برای اولین بار در تاریخ کانادا شد. او همچنین نقش مهمی در واکنش کانادا به جنگ روسیه و اوکراین ایفا کرد که شامل اعمال تحریم‌ها علیه روسیه و ارسال کمک به اوکراین پس از حمله سال ۲۰۲۲ بود.
در ۱۶ دسامبر ۲۰۲۴، در روزی که قرار بود بیانیه اقتصادی پاییزی خود را در برابر چهل و چهارمین پارلمان کانادا ارائه کند، فریلند به دلیل اختلافات سیاسی با ترودو از کابینه استعفا داد. استعفای او منجر به تعدیل کابینه، درخواست احزاب مخالف برای رأی عدم اعتماد و در نهایت استعفای ترودو از سمت نخست‌وزیری و رهبری حزب لیبرال در ماه بعد شد.
در ۱۷ ژانویه ۲۰۲۵، فریلند تأیید کرد که برای رهبری حزب لیبرال نامزد خواهد شد و در صورت پیروزی، به عنوان دومین نخست‌وزیر زن در تاریخ کانادا شناخته خواهد شد.

مفسران سیاسی به فریلند لقب غیررسمی وزیر همه چیز را داده‌اند، این لقب پیش‌تر برای وزیر قدرتمند کابینه لیبرال قرن بیستم کلارنک دیکاتور هاووی استفاده می‌شد. فریلند در سال ۲۰۱۹ به عنوان یکی از تاثیرگذارترین وزرای کابینه ترودو توصیف شد.

## دوران کودکی و تحصیلات (۱۹۶۸–۱۹۹۳)
کریستیا فریلند در ۲ اوت ۱۹۶۸ در شهر پیس ریور، آلبرتا متولد شد. پدرش، دونالد فریلند، کشاورز و وکیل بود و عضو حزب لیبرال کانادا بود. مادرش هلینا چومیاک (۱۹۴۶–۲۰۰۷)، وکیلی اوکراینی‌تبار بود که در انتخابات فدرال ۱۹۸۸ از حوزه ادمونتون استراتکونا به عنوان نامزد حزب دموکراتیک جدید شرکت کرد. فریلند در سن نه سالگی شاهد جدایی والدینش بود، اما همچنان با هر دوی آن‌ها زندگی می‌کرد.

فریلند از سنین پایین به فعالیت‌های اجتماعی علاقه داشت و در مقطع پنجم ابتدایی اعتصاب دانش‌آموزی را برای اعتراض به کلاس‌های تقویتی اختصاصی مدرسه خود سازماندهی کرد. او دو سال در دبیرستان اولد اسکونا آکادمیک در ادمونتون تحصیل کرد و سپس با دریافت بورسیه شایستگی از دولت آلبرتا، به کالجی در ایتالیا رفت، پروژه‌ای که هدف آن ترویج صلح و تفاهم بین‌المللی بود.
فریلند در دانشگاه هاروارد در رشته تاریخ و ادبیات روسیه تحصیل کرد. در سال‌های ۱۹۸۸–۱۹۸۹، به عنوان دانشجوی تبادلی به دانشگاه ملی تاراس شفچنکو کی‌یف در اوکراین شوروی رفت. در آنجا بود که زبان اوکراینی را آموخت و اکنون به آن تسلط دارد. در طول اقامتش در کی‌یف، با بیل کلر، خبرنگار نیویورک تایمز همکاری کرد تا در مورد گورهای بیکیوینا تحقیق کند (گورهای جمعی که پلیس مخفی شوروی مخالفان را در آن دفن می‌کرد). در حالی که روایت رسمی شوروی ادعا می‌کرد که این گورها قربانیان جنایات نازی‌ها هستند، فریلند گزارش‌هایی از شاهدان محلی که پیش از حمله نازی‌ها، کامیون‌های پوشیده و گودال‌های خون در جاده را دیده بودند، ترجمه کرد که شواهدی از سرکوب‌های استالینی ارائه می‌داد.
در همان دوران، فریلند تحت نظارت کاگ‌ب قرار گرفت و به او کد «فریدا» داده شد. مطبوعات شوروی او را به‌عنوان یک خارجی که در امور داخلی کشور دخالت می‌کند، مورد حمله قرار دادند. سرویس امنیتی شوروی تماس‌های تلفنی او را شنود می‌کرد و گزارش‌هایی از انتقال پول، تجهیزات ضبط صدا و تصویر، و یک رایانه شخصی به فعالان اوکراینی توسط او تهیه کردند. او با کمک دیپلماتی کانادایی در سفارت کانادا در مسکو، اسناد محرمانه را در کیف‌های دیپلماتیک به خارج ارسال می‌کرد. فریلند همچنین با خبرنگاران خارجی دربارهٔ وضعیت زندگی در شوروی همکاری می‌کرد و راهپیمایی‌هایی را برای جلب توجه کشورهای غربی سازماندهی می‌کرد. در مارس ۱۹۸۹، هنگام بازگشت از سفری به لندن، از ورود مجدد به شوروی منع شد. کاگ‌ب در گزارشی داخلی دربارهٔ فعالیت‌های او، از فریلند به‌عنوان فردی قابل‌توجه، دانشمند، اجتماعی، مصر و خلاق در رسیدن به اهدافش یاد کرد.
در تابستان ۱۹۹۰، فریلند به عنوان کارآموز در خبرگزاری یونایتد پرس اینترنشنال در لندن مشغول به کار شد. پس از آن، در سال ۱۹۹۳ مدرک کارشناسی ارشد خود را در رشته اسلاوشناسی از دانشگاه آکسفورد دریافت کرد. او به عنوان دانشجوی بورسیه رودز در کالج سنت آنتونی، آکسفورد تحصیل کرد.